# Sveti Panteleon
Sveti Panteleon (grč. Παντελεήμων = pun samilosti, sveosećajan; Nikomedija, oko 275. – Nikomedija, 305.) - kršćanski svetac i mučenik. Slavi ga se kao jednoga od četrnaestero svetih pomoćnika, svetaca iz kršćanskih legendi koje se posebno štuje u Srednjoj Europi.
Rodom je iz Nikomidije (današnji grad İzmit u Turskoj), od oca neznabošca i majke kršćanke. Kao mladić, izučio je medicinske znanosti. 
Izliječio je imenom Kristovim jednoga slijepca, kojeg su liječnici uzalud liječili. Liječnici su ga optužili caru Maksimijanu, pred kojim se objavio kao kršćanin i pred njim na isti način kao i slijepca izliječio je jednog oduzetog čovjeka. Car je Pantelejmona stavi na muke, ali Gospodin mu se javljao nekoliko puta i iscjeljivao ga je. Na kraju, na gubilištu, kleknuo je na molitvu. Krvnik ga je udario mačem po vratu, ali mač se polomio. I nije ga mogao smaknuti dok nije završio molitvu i sam rekao da ga smaknu.
Sveti Panteleon stradao je 304. godine. Relikvije mu se slave kao čudotvorne. Priziva se u molitvama pri posveti jela i vode kod pravoslavaca.